# Djajeng Pratomo
Raden Mas Djajeng Pratomo (Bagan si Apiapi, 22 février 1914 - 't Zand, 15 février 2018) est un journaliste et résistant néerlando-indonésien.

## Biographie
Pratomo naît aux Indes orientales néerlandaises, sur la côte nord-est de Sumatra, dans une famille aux lointaines racines aristocratiques. Il est le fils du docteur Raden Mas Pratomo et de son épouse Raden Sujatilah. À la maison, il parle néerlandais avec son père et javanais avec sa mère. Il apprend la danse javanaise traditionnelle. Après avoir fini ses études secondaires dans une école néerlandaise (Hogere Burgerschool), il part pour les Pays-Bas en 1936. Il y rejoint son frère et sa sœur. Il étudie d'abord un an la médecine à Leyde, puis l'économie à Rotterdam, à l'université qui deviendra l'Université Erasmus. En 1937, il rencontre Stijntje Gret (Stennie) à Schiedam, qu'il épousera en 1946,.
À côté de ses études, Pratomo est actif dans des organisations indonésiennes aux Pays-Bas. Par exemple, en 1941, il fait partie du comité de rédaction de l'organe de Roekoen Peladjar Indonesia (Roepi), une association de et pour les étudiants des Indes néerlandaises, et il est actif au sein du Perhimpoenan Indonesia (PI), une mouvement politique qui lutte pour l’indépendance de la colonie. 
En 1939, Pratomo accompagne le PI à Londres pour une série de spectacles de danse traditionnelle qui servent à lever des fonds au profit de la Chine occupée par le Japon. Il se rend aussi au Rassemblement mondial des étudiants pour la paix, la liberté et la culture à Paris.
Pendant la Seconde Guerre mondiale, le PI rejoint la résistance clandestine aux Pays-Bas contre l’occupant allemand, dans un esprit de résistance commune au fascisme, qu'il soit allemand ou japonais. Pratomo s'installe à Leyde, puis repart à Rotterdam et vient vivre à La Haye. Pour gagner de l'argent, il donne avec des amis un spectacle hebdomadaire de danse à l'Institut colonial d'Amsterdam. Le 18 janvier 1943, il est arrêté par le Sicherheitsdienst, qui recherchait en fait Stennie, mais s’intéresse également à la maison des étudiants de l'IP,,.
Après interrogatoire à Rotterdam, Pratomo est transféré au camp de concentration de Bois-le-Duc. Il y travaille pour Philips et peut voir plusieurs fois Stennie, prisonnière dans le même camp. De là, Pratomo est emmené au camp de concentration de Dachau, où il arrive le 26 mai 1944. Dans le camp, il sert à l'infirmerie lors d'une épidémie de typhus. Après la libération du camp en avril 1945, il retourne de lui-même aux Pays-Bas, où il continue à œuvrer pour la cause indonésienne dans les rangs du PI. En 1952, il se cache pendant six mois, de peur d'être expulsé du pays, comme d'autres Indonésiens, en raison des tensions autour de la Nouvelle-Guinée néerlandaise.
Plus tard, Pratomo travaille à la librairie et maison d'édition communiste Pegasus à Amsterdam. Il meurt en 2018 – une semaine avant son 104e anniversaire – dans une maison de retraite à 't Zand, en Hollande-Septentrionale.